# Fernando Gomes (portugalski polityk)
Fernando Manuel dos Santos Gomes (ur. 13 kwietnia 1946 w Vila do Conde) – portugalski polityk, ekonomista i samorządowiec, minister, poseł do Zgromadzenia Republiki, eurodeputowany II i III kadencji, burmistrz Porto.

## Życiorys
Z wykształcenia ekonomista, absolwent Universidade Técnica de Lisboa. Pracował m.in. jako dyrektor przedsiębiorstw i wykładowca na Universidade Lusíada.
Zaangażował się w działalność polityczną w ramach Partii Socjalistycznej. Był burmistrzem swojej rodzinnej miejscowości (1974–1981) i sekretarzem stanu do spraw mieszkalnictwa oraz urbanizacji (1983–1985). W 1980, 1983 i 1985 wybierany do Zgromadzenia Republiki II, III i IV kadencji. Od stycznia 1986 do stycznia 1993 sprawował mandat posła do Parlamentu Europejskiego II i III kadencji, będąc m.in. wiceprzewodniczącym frakcji socjalistycznej.
W 1989 wybrany na urząd burmistrza Porto, sprawował go do 1999. Był również wiceprzewodniczącym Komitetu Regionów. W 1999, 2002 i 2005 ponownie uzyskiwał mandat deputowanego do krajowego parlamentu. Od 1999 do 2000 pełnił funkcję ministra delegowanego oraz ministra administracji i spraw wewnętrznych w rządzie Antónia Guterresa. W 2005 odszedł z parlamentu w związku z objęciem stanowisko dyrektora wykonawczego koncernu energetycznego Galp.
Odznaczony m.in. Krzyżem Wielkim Orderu Infanta Henryka, Krzyżem Wielkim Orderu Rio Branco, Orderem Oranje-Nassau II klasy i Legią Honorową III klasy.